# Korotyaevirhinus necopinus
Korotyaevirhinus necopinus is een keversoort uit de familie bladrolkevers (Attelabidae). De wetenschappelijke naam van de soort werd in 1893 gepubliceerd door Faust.